# 9ª Armata
Die 9ª Armata (deutsch 9. Armee) war eine Armee des Königlich-Italienischen Heeres im Ersten und Zweiten Weltkrieg.

## Geschichte

### Erster Weltkrieg
Die 9. Armee wurde am 1. Juni 1918 in Montagnana bei Padua aufgestellt. Ihr waren zunächst das XII., XXII, XXV. und XXVI. Armeekorps unterstellt, die von der 5. Armee abgestellt wurden. Bis zum Ende des Krieges nahm die von Generalleutnant Paolo Morrone befehligte Armee nicht direkt am Kriegsgeschehen teil. Sie diente als Reservearmee, nahm abgekämpfte Verbände anderer Armeen zur Auffrischung auf und stellte frische Verbände wieder an andere Armeen ab. Während der Schlacht von Vittorio Veneto war sie mit der Bewachung der Pontonbrücken am Piave betraut.
Infolge der Auflösung der 8. Armee am 31. Januar 1919 wurde sie mit 15. Februar 1919 in 8. Armee umbenannt.

### Zweiter Weltkrieg
Im Zweiten Weltkrieg wurde die 9. Armee im November 1940 im Zuge des italienischen Griechenlandfeldzuges wieder aufgestellt. Nach dem Stocken des italienischen Angriffes strukturierte Mussolini den Führungsstab seiner Truppen um. Am 4. November erhielt General Mario Vercellino Kommandeur der Armata del Po von Mussolini den Befehl, das Oberkommando über die an der Grenze zu Westmakedonien stehenden Truppen zu übernehmen, die zu einer neuen Armee umgruppiert werden sollten. Letztere sollte die Bezeichnung 4. Armee annehmen, da sie von der 4. Armee den Stab übernahm. Wenig später wurde die Kennzeichnung verworfen, worauf sie als 9. Armee geführt wurde.
Am 9. November übernahm die 9. Armee in Pogradec den Befehl über das bereits am Oberlauf des Devoll stehende XXVI. und das aus Italien herbeizuschaffende III. Korps. Der neuen Armee unterstanden insgesamt vier Infanterie-Divisionen – „Arezzo“, „Parma“, „Piemonte“ und „Venezia“. Sie bildete zusammen mit der 11. Armee die Heeresgruppe Albanien (Gruppo d’armate Albania), die Armeegeneral Ubaldo Soddu unterstellt war. Soddu betraute die 9. Armee mit defensiven Aufgaben. Sie sollte die nördliche Grenze zu Griechenland zwischen dem Großen und dem Kleinen Prespasee besetzen, den südlich angrenzenden Frontabschnitt der offensiv ausgerichteten 11. Armee von Norden absichern und eventuelle griechische Vorstöße abwehren. Einige Verbände des in mehreren Schritten eintreffenden III. Korps wurden zur Sicherung der albanisch-jugoslawischen Front am Westufer des Ohridsee abgestellt.
Zu diesem Zeitpunkt war der Frontabschnitt des XXVI. Korps bereits von Entlastungsangriffen der griechischen 15. Infanterie-Division interessiert. Letztere hatte den Auftrag erhalten, gegen die schwach besetzte italienische Verteidigungslinie in Westmakedonien vorzugehen, um den italienischen Hauptstoß im Epirus Kräfte zu entziehen. Auf diese Weise war bereits am 5. November Bilisht östlich des 1800 Meter hohen Morova-Massivs verloren gegangen.

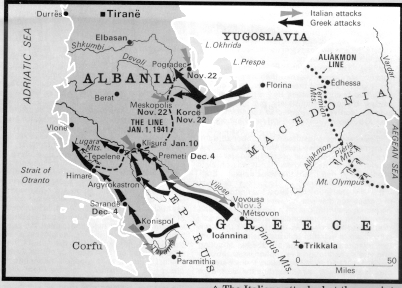
Die 9ª Armata stand zwischen 1940 und 1941 im Griechisch-Italienischen Krieg an der Grenze zu Westmakedonien und Jugoslawien.

Am 14. November wurde die nur in Teilen aufgestellte 9. Armee von der griechischen Gegenoffensive erfasst. Dem östlich von Korça angreifenden griechischen III. Korps – 9. 10. und 15. ID – unter General Georgios Tsolakoglou standen etwa 80.000 Mann mit knapp 200 Geschützen zur Verfügung, denen die Italiener etwa 45.000 Mann mit einer etwa gleich großen Anzahl von Geschützen entgegenstellen konnten. Am 16. kündigte Vercellino an, mit dem 17. November das Kommando über die 9. Armee zu übernehmen. Drei Tage später ordnete Armeegeneral Soddu die Rücknahme der 9. Armee an, die mittlerweile mit der 2. Alpini-Division “Tridentina” verstärkt worden war. Am 22. November verließen die letzten italienischen Truppen Korça und zogen sich auf eine neue, weiter nordwestlich gelegene Widerstandslinie zurück.
Armeegeneral Soddu, der von Mussolini angehalten worden war den Rückzug zu verzögern, meldete nach Rom, dass angesichts der stockenden Verstärkungen kein Aufschub mehr möglich sei. Als Verstärkungen seien der 9. Armee maximal ein Bataillon am Tag zugeführt worden. Wegen des Transportes mit dem Flugzeug wären die Bataillone zudem nur leicht bewaffnet gewesen. Zudem hätte es zusehends an Artilleriematerial gefehlt, bei ohnehin von Anbeginn an unterdimensionierten artilleristischen Kräften. Ein weiteres Ausharren hätte den Fortbestand der Armee in Frage gestellt.
Die Angriffsspitzen der nachrückenden griechischen Truppen stießen am 26. November auf die neue Widerstandslinie der 9. Armee. Podgradec musste nach vier Tagen schließlich geräumt werden. Nach der Absetzung Badoglios als Chef des italienischen Generalstabs stattete sein Nachfolger Ugo Cavallero den Truppen in Albanien einen Besuch ab. Am 4. Dezember erkundigte er sich persönlich im neuen Hauptquartier der 9. Armee in Elbasan nach dem Stand der als besonders kritisch bewerteten Lage der 9. Armee. Bis Mitte Dezember musste die Front der 9. Armee nach wiederholten griechischen Angriffen noch mehrmals korrigiert werden. Zuletzt am 17. Dezember im Bereich des XXVI. Korps. Sie zog sich schließlich vom Westufer des Ohridsee etwas nördlich von Podgradec in südwestlicher Richtung über die Valamara bis zum Massiv des Tomorr und schloss hier an die 11. Armee an.
Mit dem einbrechenden Winter kamen die Offensivbemühungen der griechischen Armee größtenteils zum Erliegen. Lediglich in der zweiten Januarhälfte gelang im Abschnitt des XXVI. Korps eine kleinere Frontkorrektur auf Kosten der griechischen 10. Infanterie-Division. Am 16. Februar wurde Mario Vercellino von Alessandro Pirzio Biroli als Kommandeur der 9. Armee abgelöst. Bei der im März fehlgeschlagenen italienischen Frühjahrsoffensive, Deckname Primavera (italienisch für Frühling), spielte die 9. Armee nur eine statische Nebenrolle. Die Hauptlast des Angriffes wurde von der 11. Armee getragen. Der nach dem Scheitern der Offensive von Pirzio Biroli ausgearbeitete Plan eines Angriffes der 9. Armee, Deckname Chiesto, wurde von Cavallero, der Soddu als Oberbefehlshaber der italienischen Truppen in Albanien abgelöst hatte, verworfen.
Drei Tage nach dem Jugoslawischen Staatsstreich am 27. März 1941 wurde die 9. Armee auch mit der Bewachung der Grenze zum Königreich Jugoslawien östlich von Librazhd und nördlich des Qafë Thana sowie des strategisch wichtigen Shkumbin-Tales betraut. Mit Beginn des deutschen Balkanfeldzuges am 6. April trat auch die 9. Armee wieder offensiv in Erscheinung. Am 10. April überschritten einige Divisionen die jugoslawische Grenze im Nordwesten des Ohridsee und marschierten in zwei Kolonnen auf Debar und Struga zu. Die beiden Orte konnten am 12. April besetzt werden. Der Vormarsch auf jugoslawisches Staatsgebiet sollte die von Norden vorstoßende Wehrmacht unterstützen. Nach Mussolini sollte damit aber auch indirekt verhindert werden, dass die Deutschen ihren Vormarsch über Albanien fortsetzten.
Am gleichen Tag trat die griechische Westmakedonien-Armee den Rückzug aus Albanien an und zog sich langsam aus Pogradec zurück. Am Tag darauf nahm die 9. Armee die Verfolgung der griechischen Truppen auf. Am 14. April wurde Korça und am Tag darauf Bilisht besetzt, am 17. war Erseka und am 18. April die albanisch-griechische Grenze erreicht. Bei der Unterzeichnung der griechischen Kapitulation am 23. April standen die Spitzen der 9. Armee jenseits der griechischen Grenze bei Konitsa.
Nach der griechischen Kapitulation verblieb die 9. Armee in Albanien. Am 1. Juli 1941 übernahm sie den Namen des aufgelösten “Comando Superiore Forze Armate Albania” (CSFA) (ital. für Oberkommando Streitkräfte Albanien). Am 1. Juni 1943 wurde das CSFA wieder in 9. Armee umbenannt. Bis zur Bekanntgabe des Waffenstillstandes mit den Alliierten am 8. September 1943 führte die 9. Armee die Aufgaben des CSFA als Territorialkommando weiter und wurde anschließend aufgelöst.

## Oberbefehlshaber
- Generalleutnant Paolo Morrone (1918–1919)
- designierter Armeegeneral Mario Vercellino (1940–1941)
- Armeegeneral Alessandro Pirzio Biroli (1941)
- Armeegeneral Lorenzo Dalmazzo (1943)

## Gliederung

### Erster Weltkrieg
- 1. Juni 1918
  - XII., XXII., XXV. und XXVI. Armeekorps
- 16. Juni 1918
  - XII. Armeekorps, Sturmkorps und 4. Kavallerie-Division
- 15. Juli 1918
  - XII., XXIII., XXV. Armeekorps und Sturmkorps
- 15. August 1918
  - XII., XXIII. Armeekorps, Sturmkorps und 332. US-Infanterie-Regiment
- 21. September 1918
  - XXIII., XXX. Armeekorps, Sturmkorps und 332. US-Infanterie-Regiment
- 9. Oktober 1918
  - XVIII., XXIII. Armeekorps und Sturmkorps, franz. 23. Infanterie-Division, 22. Infanterie-Division, tschech. 6. Infanterie-Division
- 28. Oktober 1918 
  - XIV. und XXIII. Armeekorps

Quelle

### Zweiter Weltkrieg
- 16. November 1940 bis 29. Mai 1941
  - III., XXVI. Armeekorps und Angriffskolonne Debar (11. April 1941)
- 30. Mai 1941 bis 4. Juli 1941
  - IV., XIV. Armee- und Alpini-Korps
- 1. Juni 1943 bis 31. Juli 1943
  - IV., XIV. und XXV. Armeekorps
- 1. August 1943
  - IV., VI., XIV. und XXV. Armeekorps
- 8. September 1943
  - IV. und XXV. Armeekorps

Quelle